# Montage (chaussure)
Le montage d'une chaussure décrit généralement le procédé par lequel la partie supérieure (tige) est fixée à la ''première de montage '' ( pièce de cuir, généralement de cuir et de la forme de la chaussure )
Quelques exemples de montages utilisés aujourd'hui:
- le montage California
- le montage Goodyear (ou cousu Goodyear)
- le montage Norvégien
- le  montage rapide/Blake
- le montage mocassin